# Yihad Islámica Egipcia
La organización Yihad Islámica Egipcia (en árabe: الجهاد الإسلامي المصري‎), antiguamente conocida como Yihad Islámica y الجهاد الإسلامي Ejército para la Liberación de Sitios Sagrados, es un grupo armado considerado terrorista y en estado de embargo por la ONU por estar afiliado a Al Qaeda cuyos orígenes se remontan a los años setenta. Su objetivo declarado fue el de derrocar el régimen en Egipto instaurando en su lugar un Estado islámico y atacar intereses estadounidenses e israelíes tanto en Egipto como en el extranjero.
La actividad armada del Yihad Islámica Egipcia se ha destacado por atentados contra altas personalidades del gobierno, tales como ministros o el asesinato del propio presidente Anwar Sadat en 1981.[cita requerida]
En 1992 el grupo Yihad Islámica Egipcia y la organización rival Al-Gama'a al-Islamiyya lanzaron una campaña de atentados contra el gobierno que se cobró 1300 vidas a lo largo de la década, incluyendo policías, funcionarios, cristianos coptos y turistas, además del atentado contra la embajada estadounidense en Islamabad[cita requerida] en 1995.
Parece que esta campaña coincidiría con el relevo de poder dentro de la organización de las manos de Al-Sharif a las de Aymán al-Zawahirí en 1991; facción que acabó por fusionarse con la organización Al-Qaeda dentro del teatro de operaciones en Afganistán si bien es posible que la organización dentro de Egipto no tenga lazos con Osama bin Laden y no responda sino ante al-Zahawari.[cita requerida]
Se considera que, aparte de Afganistán y Egipto, la red Yihad Islámico Egipcio tiene contactos en Yemen, Líbano, Pakistán, Sudán y el Reino Unido.[cita requerida]